# 段岐峰
段岐峰（1973年1月20日—）是中国一位精于三级跳远的男性前田径运动员。他在1998年创下17.05（671英寸）的个人最佳纪录，是他在当年列为全世界的第20名。
段岐峰很年幼时就因遗传而患有視力受損，这使他可以参加T12/F12类别的残奥会项目。

## 生涯
段岐峰的国际生涯在1998年蓬勃发展，这一年他在1998年亚洲田径锦标赛上夺得金牌， 在1998年亚洲运动会上仅次于谢尔盖·阿尔扎马索夫得到银牌， 代表亚洲参加1998年国际田联世界杯。
1998赛季他在中国田径锦标赛上以创纪录的17.05（671英寸）成绩赢得全国冠军，成为8年来第一个在该竞赛中跳过17米的运动员。他先前代表家乡河北在全国运动会上夺得亚军，1993年仅次于邹四新，1997年仅次于劳剑峰。
2002年段岐峰因为伤病退役，在省体校当了一名教练，后于2003年8月复出参加在加拿大魁北克举行的世界盲人运动会并夺得跳远金牌。
段岐峰也参加2004年夏季残奥会，赢得三枚奖牌。他在F12级三级跳赢得银牌、F12级跳远赢得铜牌，他也是获得金牌的中国400米接力赛队的一员。

## 国际竞赛
| 年   | 賽事                     | 舉辦城市       | 名次  | 項目             | 記錄    |
| ---- | ------------------------ | -------------- | ----- | ---------------- | ------- |
| 1992 | 世界青年田径锦标赛       | 韩国首尔       | 第8名 | 三级跳远         | 15.78 m |
| 1998 | 亚洲锦标赛               | 日本福冈       | 第1名 | 三级跳远         | 16.79 m |
| 1998 | 世界杯                   | 南非约翰内斯堡 | 第8名 | 三级跳远         | 14.09 m |
| 1998 | 亚洲运动会               | 泰国曼谷       | 第2名 | 三级跳远         | 16.98 m |
| 2004 | 夏季残疾人奥林匹克运动会 | 希腊雅典       | 第1名 | 三级跳远F12级    | 15.30 m |
| 2004 | 夏季残疾人奥林匹克运动会 | 希腊雅典       | 第1名 | 400米接力赛T12级 | 43.16   |
| 2004 | 夏季残疾人奥林匹克运动会 | 希腊雅典       | 第3名 | 跳远F12级        | 7.00 m  |

## 全国头衔
- 中国田径锦标赛
  - 三级跳远：1998年